# Натаніел Клайн
Натаніел Клайн (англ. Nathaniel Clyne, нар. 5 квітня 1991, Лондон, Англія) — англійський футболіст, правий захисник клубу «Крістал Пелес» та збірної Англії.

## Клубна кар'єра
Вихованець футбольної школи клубу «Крістал Пелес». Дорослу футбольну кар'єру розпочав 2008 року в основній команді того ж клубу, де провів чотири сезони, взявши участь у 122 матчах чемпіонату.
Своєю грою за «Пелес» привернув увагу представників тренерського штабу клубу «Саутгемптон», до складу якого приєднався 2012 року. Відіграв за клуб з Саутгемптона наступні три сезони своєї ігрової кар'єри.
До складу клубу «Ліверпуль» приєднався 2015 року.

## Виступи за збірні
2009 року дебютував у складі юнацької збірної Англії, взяв участь у 9 іграх на юнацькому рівні.
Протягом 2011–2013 років залучався до складу молодіжної збірної Англії. На молодіжному рівні зіграв у 8 офіційних матчах.
2014 року дебютував в офіційних матчах у складі національної збірної Англії.
| Дата       | Місто      | Господарі  | Результат | Гості      | Турнір             | Голи | Примітки |
| ---------- | ---------- | ---------- | --------- | ---------- | ------------------ | ---- | -------- |
| 15-11-2014 | Лондон     | Англія     | 3 – 1     | Словенія   | Відбір до ЧЄ 2016  | -    | 79'      |
| 18-11-2014 | Глазго     | Шотландія  | 1 – 3     | Англія     | товариський матч   | -    |          |
| 27-03-2015 | Лондон     | Англія     | 4 – 0     | Литва      | Відбір до ЧЄ 2016  | -    |          |
| 31-03-2015 | Турин      | Італія     | 1 – 1     | Англія     | товариський матч   | -    | 45'      |
| 14-06-2015 | Любляна    | Словенія   | 2 – 3     | Англія     | Відбір до ЧЄ 2016  | -    | 85'      |
| 5-9-2015   | Серравалле | Сан-Марино | 0 – 6     | Англія     | Відбір до ЧЄ 2016  | -    |          |
| 8-9-2015   | Лондон     | Англія     | 2 – 0     | Швейцарія  | Відбір до ЧЄ 2016  | -    | 68'      |
| 9-10-2015  | Лондон     | Англія     | 2 – 0     | Естонія    | Відбір до ЧЄ 2016  | -    |          |
| 17-11-2015 | Лондон     | Англія     | 2 – 0     | Франція    | товариський матч   | -    |          |
| 26-3-2016  | Берлін     | Німеччина  | 2 – 3     | Англія     | товариський матч   | -    |          |
| 29-3-2016  | Лондон     | Англія     | 1 – 2     | Нідерланди | товариський матч   | -    | 58'      |
| 27-5-2016  | Сандерленд | Англія     | 2 – 1     | Австралія  | товариський матч   | -    |          |
| 20-6-2016  | Сент-Етьєн | Словаччина | 0 – 0     | Англія     | ЧЄ 2016 - 1-й етап | -    |          |
| 15-11-2016 | Лондон     | Англія     | 2 – 2     | Іспанія    | товариський матч   | -    |          |
| Усього     |            | Матчів     | 14        |            | Голів              | 0    |          |

## Досягнення
- Володар Суперкубка УЄФА (1):

«Ліверпуль»: 2019
- Чемпіон світу серед клубів (1):

«Ліверпуль»: 2019
- Чемпіон Англії (1):

«Ліверпуль»: 2019-20
- Володар Кубка Англії (1):

«Крістал Пелес»: 2024-25
- Володар Суперкубка Англії (1):

«Крістал Пелес»: 2025